# Списак културних знаменитости и догађаја у Србији

## Природне лепоте
- Национални паркови Србије

## Музеји
- Дрвенград, филмско етно-село Емира Кустурице на Мокрој Гори
- Етно село у Сирогојну
- Српски музеј хлеба у Пећинцима
- Списак музеја у Београду

## Догађаји

### јануар
- Златиборска пршутијада- село Мачкат

### фебруар
- Сремска кобасицијада у Шиду
- Винијада - Шид, Беркасово
- Кобасицијада у Турији, такмичење за најдужу кобасицу на свету
- Сланинијада у Качареву

### април
- Ускршњи рок маратон - Шабац

### јун
- Карневал цвећа у Белој Цркви
- Сремска куленијада у Сремској Митровици

### јул
- Косидба на Рајцу, на Сувоборском Рајцу код Љига
- Сабор фрулаша Србије ,,Ој, Мораво", у Прислоници код Чачка

### август
- Бостанијада - Сремска Митровица, Шашинци
- Лов на Бесија у Белој Цркви
- Фестивал пива - Врњачка Бања
- Фестивал пива - Београд
- Бурегџијада - дани бурека - Ниш
- Ривичка бостанијада - Шид, Ривица
- Ракијада у Прањанима, код Горњег Милановца.
- Сабор трубача у Гучи, код Лучана.
- Прва хармоника у Сокобањи.
- Дани пива у Зрењанину,
- Великогоспојински дани у Новом Бечеју.

### септембар
- Купусијада у Мрчајевцима, код Горњег Милановца. Кување свадбарског купуса у земљаним лонцима.
- Љубичевске коњичке игре, Пожаревац.
- Savacium Classic Fest - Шабац

### октобар
- Бела Црква у јабукама у Белој Цркви
- Колачијада - Шид

### новембар
- Муд(р)ијада у Савинцу, код Горњег Милановца. Такмичење и спремању „белих бубрега“ на роштиљу и котлићу.